# Louisa Durrell
Louisa Florence Durrell, nacida Louisa Florence Dixie (16 de enero de 1886 – 24 de enero de 1964), fue una mujer angloirlandesa nacida en la India durante el Raj Británico. Tuvo cuatro hijos, entre ellos el novelista Lawrence Durrell y el naturalista y escritor Gerald Durrell. Fue una de los protagonistas de la trilogía autobiográfica de Corfú de Gerald Durrell, que narra los años que la familia  Durrell pasó en Corfú en 1935–1939.

## Biografía
Louisa Florence Dixie nació en 1886 en el seno de una familia protestante angloirlandesa en Roorkee, la India, en aquel tiempo colonia del Imperio Británico. En India, conoció y se casó con su esposo Lawrence Samuel Durrell, un ingeniero inglés también nacido en India. Juntos, viajaron por toda la India por el trabajo de ingeniería de Lawrence.
Tuvieron tres hijos y dos hijas, una de las cuales murió en la infancia. Los niños, Lawrence, Leslie, Margaret y Gerald, comenzaron la escuela en la India, pero los niños fueron enviados a Inglaterra para continuar su educación. Lawrence fue enviado a un internado a la edad de once años.
Louisa estaba activamente interesada en el espiritismo y la cocina. Lejos de ajustarse a las tendencias de su tiempo en cuanto a la segregación de grupos sociales, solía relacionarse con nativos ‒más que la mayoría de los colonos británicos‒ para aprender sobre sus creencias en espíritus y costumbres culinarias.
Habiendo muerto su esposo de un tumor cerebral en 1928, cuando ella tenía 42 años, Louisa decidió mudarse con su familia a Inglaterra. Se establecieron en Bournemouth en 1932.
Sin embargo, volvió a mudarse de nuevo en 1935 ‒con sus hijos y Nancy, la nueva esposa de Lawrence, su hijo mayor‒ a la isla griega de Corfú. Su hijo menor, Gerald, escribió memorias sobre este período formativo de su infancia en Corfú, donde abundaban la flora y la fauna, y solía traer animales a casa. Presentó a su madre como la matriarca bien intencionada pero ligeramente excéntrica de la familia en lo que se conoce extraoficialmente como la trilogía de Corfú: Mi familia y otros animales (1956), Bichos y demás parientes (1969) y El jardín de los dioses (1978).
Al estallar la Segunda Guerra Mundial en septiembre de 1939, Louisa regresó a Inglaterra con sus tres hijos menores. Vivió por períodos con su hija Margaret, que tenía una pensión en Bournemouth. También vivió con Gerald en su casa en el zoológico de Jersey, fundado con el producto de sus libros.
Louisa murió en Bournemouth en 1964 en la edad de 78 años.

## Representación en otros medios de comunicación
La trilogía de Gerald Durrell ha sido adaptada varias veces para series de radio y televisión británicas. Louisa fue interpretada por Hannah Gordon en la serie de televisión de la BBC de 1987, Mi familia y otros animales; por Imelda Staunton en la nueva versión de la BBC de 2005 de mismo nombre, Mi familia y otros animales; por Celia Imrie en el drama de la BBC Radio en dos partes de 2010; y por Keeley Hawes en el drama de ITV The Durrells en 2016 (también se muestra en los Estados Unidos en la obra maestra de PBS, donde fue nombrado The Durrells en Corfú).